# Präsidentschafts- und Parlamentswahl in Mexiko 2018
Die Präsidentschafts- und Parlamentswahl in Mexiko 2018 fand am 1. Juli statt. Gewählt wurden der Präsident, die 500 Mitglieder der Abgeordnetenkammer und die 128 Mitglieder des Senats.
Gewählt wurden auch:
- die Gouverneure von acht Bundesstaaten: Chiapas, Guanajuato, Jalisco, Morelos, Puebla, Tabasco, Veracruz und Yucatán sowie der Regierungschef von Mexiko-Stadt (CDMX);
- die Abgeordneten der Parlamente von 30 der 32 Bundesstaaten;
- 1.595 Bürgermeister der insgesamt 2.246 mexikanischen Kommunen[1]
- zahlreiche Stadträte.

Sieger der Präsidentschaftswahlen wurde der Links-Nationalist Andrés Manuel López Obrador von der Koalition Juntos Haremos Historia (MORENA, PT und PES). Er trat sein Amt im Dezember 2018 als Nachfolger von Enrique Peña Nieto an.
Die Wahlen wurden als die größten in der mexikanischen Geschichte bezeichnet. Insgesamt wurden 3406 Ämter neu besetzt. Der Wahlkampf war der blutigste in der Geschichte Mexikos. Bis zum 26. Juni 2018 wurden 132 Politiker im Laufe des Wahlkampfs ermordet; die meisten gehörten den Oppositionsparteien an. Außerdem wurden mehr als 500 Anschläge ohne tödlichen Ausgang registriert. Während der letzten Präsidentschaftswahl 2012 waren „nur“ neun Morde an Politikern registriert worden.

## Wahlen
- In der Präsidentschaftswahl traten die Kandidaten José Antonio Meade Kuribreña, Ricardo Anaya Cortés, Andrés Manuel López Obrador und Jaime Rodríguez Calderón gegeneinander an. Es gab nur einen Wahlgang, bei dem die relative Mehrheit der abgegebenen Stimmen zum Wahlsieg genügte. Die Amtszeit des gewählten Präsidenten wird 5 Jahre und 10 Monate dauern.
- Zum gleichen Termin wurden 500 Abgeordnete in die Abgeordnetenkammer des mexikanischen Parlaments gewählt, davon 300 durch Direktwahl in den Wahlkreisen und weitere 200 durch Mehrheitswahl in 5 Regionallisten je Partei.
- Außerdem wurden 128 Senatoren in das Oberhaus, den Senat gewählt, davon 96 durch Wahlen in jedem Bundesstaat und 32 durch Verhältniswahl.

Am 1. Juli 2018 waren in Mexiko mehr als 157.000 Wahlzentren geöffnet. Wahlberechtigt waren rund 89 Millionen Mexikaner. In manchen Sonderwahlzentren fehlten laut Medienberichten Stimmzettel. Mexikanische Fernsehsender zeigten Bilder von wartenden Menschen vor Sonderwahlzentren, weil dort die Stimmzettel ausgegangen waren. In diesen speziellen Wahlzentren konnten Mexikaner wählen, die am Tag der Abstimmung nicht in dem Stimmkreis waren, in dem sie registriert sind.
Nach Einschätzung von Leonel Fernández, dem Leiter der Wahlbeobachtungsgruppe der Organisation Amerikanischer Staaten (OAS), liefen die Wahlen selbst ohne große Zwischenfälle ab.

## Hintergrund
Der Wahlkampf in Mexiko war von Gewalt im ganzen Land begleitet. In den ersten Monaten des Jahres 2018 stieg die Zahl der Morde im Vergleich zum Vorjahr um 20 %, was mit der Unsicherheit über den Wahlausgang in Zusammenhang gebracht wird. Seit Ende September 2017 wurden im Schnitt alle vier Tage ein Bürgermeister, ein Kandidat, Kampagnenmanager oder Parteifunktionär ermordet. Politisch Aktive auf lokaler Ebene waren besonders von Gewalt betroffen. In den Bundesstaaten Veracruz, Guerrero, Oaxaca oder Michoacán war die Wahrscheinlichkeit von Gewalttaten besonders hoch.
Der Demokratieforscher Edgardo Buscaglia verwies 2018 in diesem Zusammenhang auf den Umstand, dass es in Mexiko kein demokratisches Verfahren zur Nominierung der Kandidaten eines Wahlbündnisses gibt. Statt eines transparenten Verfahrens werden die jeweiligen Kandidaten in den Parteien „per Fingerzeig“ aufgestellt. Dieses Modell stamme aus der hegemonialen Tradition der „Partei der Institutionalisierten Revolution“ (PRI). Durch dieses Verfahren sei es besonders einfach für die kriminellen Kartelle, mittels Strohmännern Einfluss auf politische Ämter zu nehmen. Zwischen den Kartellen herrsche Konkurrenz um die Macht in einer jeweiligen Region, was wiederum zu Gewalt führe.

## Umfragen

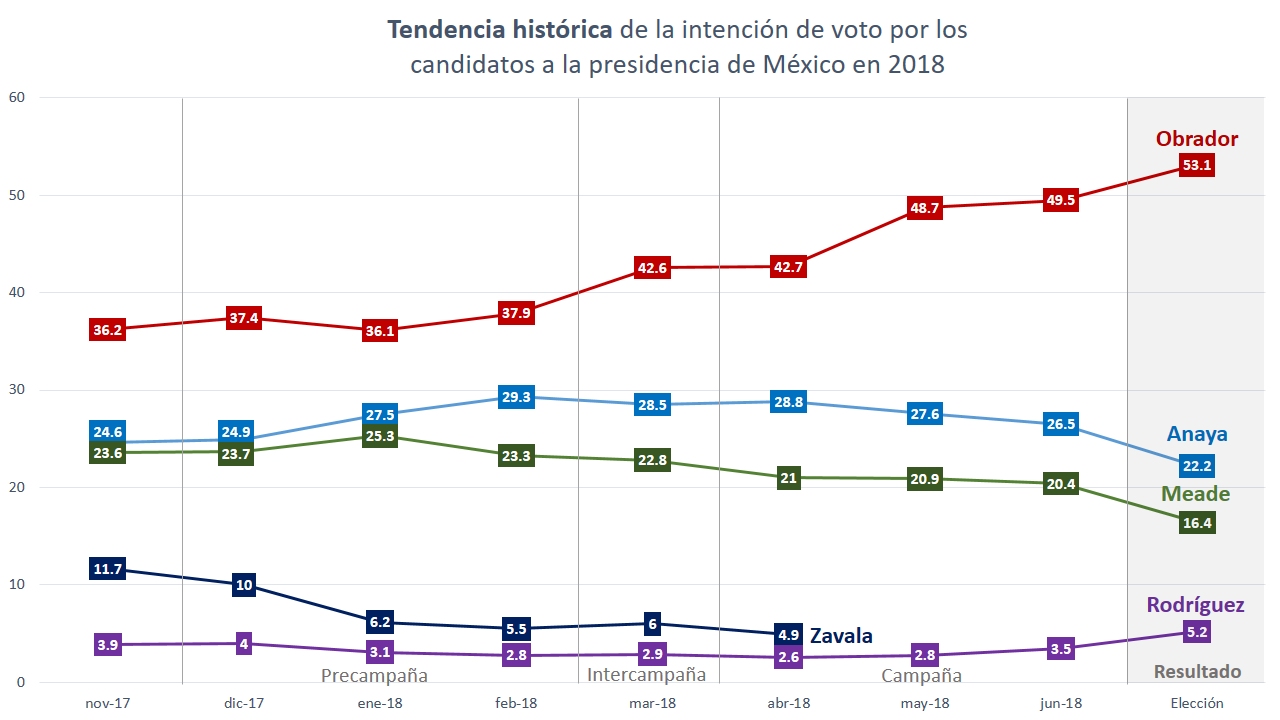
Verlauf der Ergebnisse aus Umfragen, ausgewertet von Oraculus, von November 2017 bis Juni 2018

## Listen und Parteien

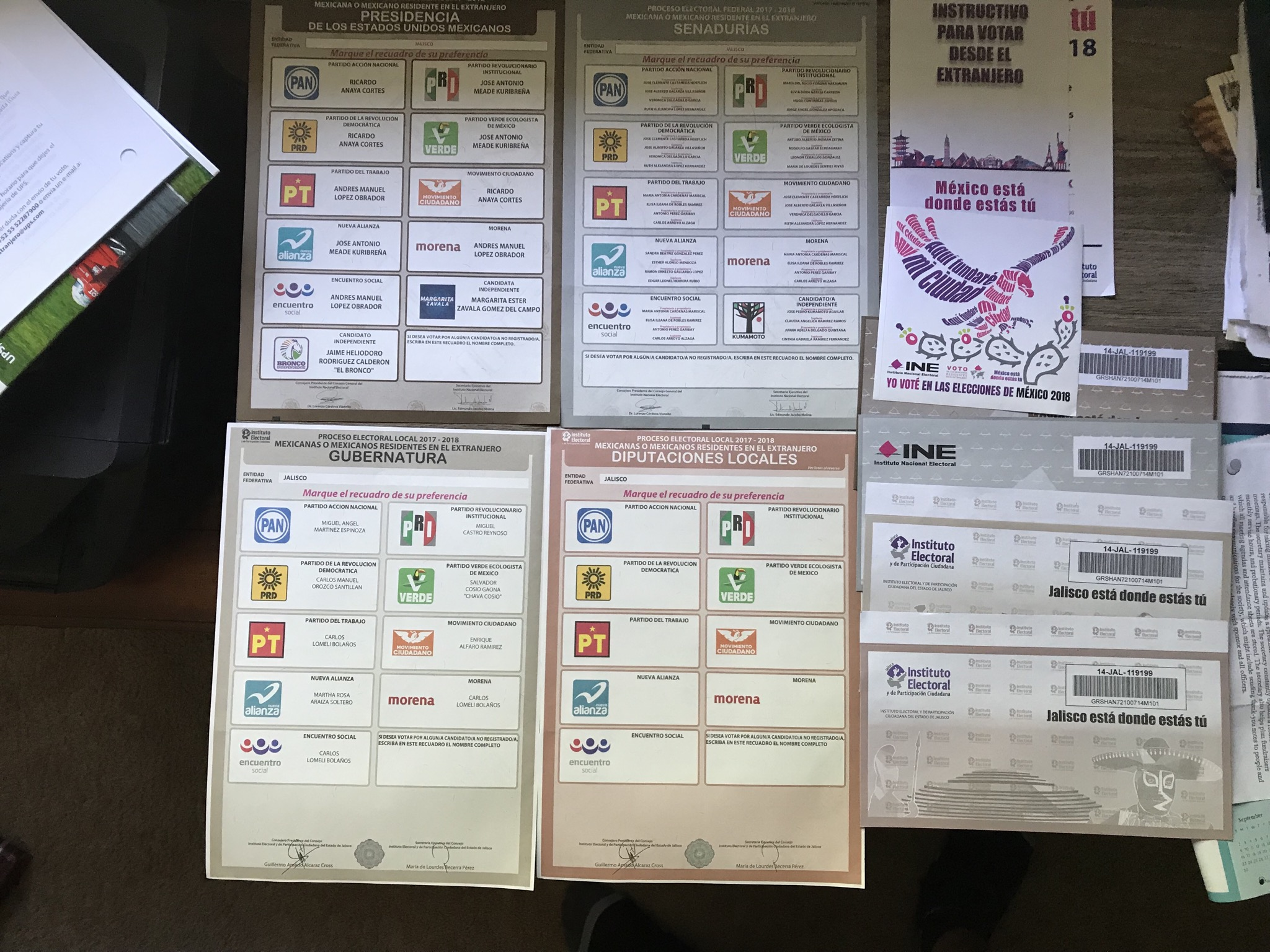
Stimmzettel

| Listen in dem Stimmzettel | Listen in dem Stimmzettel | Listen in dem Stimmzettel            | Wahlbündnis                                                   | Präsidentschaftskandidaten | Präsidentschaftskandidaten           | Präsidentschaftskandidaten                                                                                                  |
| ------------------------- | ------------------------- | ------------------------------------ | ------------------------------------------------------------- | -------------------------- | ------------------------------------ | --- |
|                           |                           | Movimiento Regeneración Nacional     | Juntos Haremos Historia („Zusammen schreiben wir Geschichte“) |                            | Andrés Manuel López Obrador (MORENA) | Regierungschef des Bundesdistrikts (D.F.) Mexiko-Stadt                                                                      |
|                           |                           | Partido del Trabajo                  | Juntos Haremos Historia („Zusammen schreiben wir Geschichte“) |                            | Andrés Manuel López Obrador (MORENA) | Regierungschef des Bundesdistrikts (D.F.) Mexiko-Stadt                                                                      |
|                           |                           | Partido Encuentro Social             | Juntos Haremos Historia („Zusammen schreiben wir Geschichte“) |                            | Andrés Manuel López Obrador (MORENA) | Regierungschef des Bundesdistrikts (D.F.) Mexiko-Stadt                                                                      |
|                           |                           | Partido Acción Nacional              | Por México al Frente („Für Mexiko nach vorne“)                |                            | Ricardo Anaya Cortés (PAN)           | – |
|                           |                           | Partido de la Revolución Democrática | Por México al Frente („Für Mexiko nach vorne“)                |                            | Ricardo Anaya Cortés (PAN)           | – |
|                           |                           | Movimiento Ciudadano                 | Por México al Frente („Für Mexiko nach vorne“)                |                            | Ricardo Anaya Cortés (PAN)           | – |
|                           |                           | Partido Revolucionario Institucional | Todos por México („Alle für Mexiko“)                          |                            | José Antonio Meade Kuribreña (PRI)   | Finanz-, Sozial-, Außen- und Energieminister in der Regierung Peña Nieto und davor Finanzminister in der Regierung Calderón |
|                           |                           | Partido Verde Ecologista de México   | Todos por México („Alle für Mexiko“)                          |                            | José Antonio Meade Kuribreña (PRI)   | Finanz-, Sozial-, Außen- und Energieminister in der Regierung Peña Nieto und davor Finanzminister in der Regierung Calderón |
|                           |                           | Partido Nueva Alianza                | Todos por México („Alle für Mexiko“)                          |                            | José Antonio Meade Kuribreña (PRI)   | Finanz-, Sozial-, Außen- und Energieminister in der Regierung Peña Nieto und davor Finanzminister in der Regierung Calderón |
|                           |                           | parteilose Kandidatur                | parteilose Kandidatur                                         |                            | Jaime Rodríguez Calderón (Parteilos) | – |
|                           |                           | parteilose Kandidatur                | parteilose Kandidatur                                         |                            | Margarita Zavala (Parteilos)         | – |

## Ausgabe
Die Präsidentschaftswahlen 2018 in Mexiko führten zu einem politischen Umbruch. Der Kandidat der Morena-geführten Koalition López Obrador gewann die Wahlen mit 53,2 % der Stimmen. Ricardo Anaya (PAN) kam auf 22,3 %, während der Kandidat der über Jahre regierenden PRI, José Antonio Meade, 16,4 % erreichte.
Als „historisch“ (Tagesschau) wurde die Wahl von López Obrador bezeichnet, da noch nie ein Präsidentschaftskandidat im demokratischen Mexiko in der ersten Runde mehr als die Hälfte der Stimmen erhalten hatte. Mit der Wahl ging auch eine seit fast hundert Jahren andauernde Dominanz der beiden bisher größten Parteien, der PRI und der PAN, zu Ende.

## Ergebnis

### Präsidentschaftswahl
| Kandidaten                                                                          | Kandidaten                                            | Stimmen    | %    | Listen                               | Stimmen    | %    |
| ----------------------------------------------------------------------------------- | ----------------------------------------------------- | ---------- | ---- | ------------------------------------ | ---------- | ---- |
|                                                                                     | Andrés Manuel López Obrador (Juntos Haremos Historia) | 30.113.483 | 54,7 | Movimiento Regeneración Nacional     | 25.186.577 | 45,8 |
| Partido del Trabajo                                                                 | Andrés Manuel López Obrador (Juntos Haremos Historia) | 30.113.483 | 54,7 | 3.396.805                            | 6,2        |      |
| Partido Encuentro Social                                                            | Andrés Manuel López Obrador (Juntos Haremos Historia) | 30.113.483 | 54,7 | 1.530.101                            | 2,8        |      |
|                                                                                     | Ricardo Anaya Cortés (Por México al Frente)           | 12.610.120 | 22,9 | Partido Acción Nacional              | 9.996.514  | 18,2 |
| Partido de la Revolución Democrática                                                | Ricardo Anaya Cortés (Por México al Frente)           | 12.610.120 | 22,9 | 1.602.715                            | 2,9        |      |
| Movimiento Ciudadano                                                                | Ricardo Anaya Cortés (Por México al Frente)           | 12.610.120 | 22,9 | 1.010.891                            | 1,8        |      |
|                                                                                     | José Antonio Meade Kuribreña (Todos por México)       | 9.289.853  | 16,9 | Partido Revolucionario Institucional | 7.677.180  | 14,0 |
| Partido Verde Ecologista de México                                                  | José Antonio Meade Kuribreña (Todos por México)       | 9.289.853  | 16,9 | 1.051.480                            | 1,9        |      |
| Partido Nueva Alianza                                                               | José Antonio Meade Kuribreña (Todos por México)       | 9.289.853  | 16,9 | 561.193                              | 1,0        |      |
|                                                                                     | Jaime Rodríguez Calderón                              | 2.961.732  | 5,4  | Parteilos                            | 2.961.732  | 5,4  |
|                                                                                     | Nicht registrierte Kandidaten                         | 31.982     | 0,1  | –                                    | 31.982     | 0,1  |
| Gesamt                                                                              | Gesamt                                                | 55.007.170 | 100  |                                      | 55.007.170 | 100  |
|                                                                                     |                                                       |            |      |                                      |            |      |
| Ungültige Stimmen                                                                   | Ungültige Stimmen                                     | 1.603.857  | 2,8  |                                      |            |      |
| Wähler                                                                              | Wähler                                                | 56.611.027 | 63,4 |                                      |            |      |
| Wahlberechtigte                                                                     | Wahlberechtigte                                       | 89.250.881 |      |                                      |            |      |
|                                                                                     |                                                       |            |      |                                      |            |      |
| Quellen: Instituto Nacional Electoral, Offiziell Ergebnis – Detaillierte Ergebnisse |                                                       |            |      |                                      |            |      |

### Parlamentswahl

#### Abgeordnetenkammer
| Wahlbündnisse                                                                       | Wahlbündnisse                 | Listen                               | Direktstimmen | Direktstimmen | Direktstimmen | Listenstimmen | Listenstimmen | Listenstimmen | Mandate Gesamt |
| Wahlbündnisse                                                                       | Wahlbündnisse                 | Listen                               | Stimmen       | %             | Mandate       | Stimmen       | %             | Mandate       | Mandate Gesamt |
| ----------------------------------------------------------------------------------- | ----------------------------- | ------------------------------------ | ------------- | ------------- | ------------- | ------------- | ------------- | ------------- | -------------- |
|                                                                                     | Juntos Haremos Historia       | Movimiento Regeneración Nacional     | 20.790.623    | 38,7          | –             | 20.968.859    | 38,8          | –             | –              |
| Partido del Trabajo                                                                 | Juntos Haremos Historia       | 2.201.192                            | 4,1           | –             | 2.210.988     | 4,1           | –             | –             |                |
| Partido Encuentro Social                                                            | Juntos Haremos Historia       | 1.347.540                            | 2,5           | –             | 1.353.499     | 2,5           | –             | –             |                |
| ↳ Gesamt                                                                            | Juntos Haremos Historia       | 24.339.355                           | 45,3          | –             | 24.533.346    | 45,4          | –             | –             |                |
|                                                                                     | Por México al Frente          | Partido Acción Nacional              | 10.033.157    | 18,7          | –             | 10.093.012    | 18,7          | –             | –              |
| Partido de la Revolución Democrática                                                | Por México al Frente          | 2.959.800                            | 5,5           | –             | 2.967.452     | 5,5           | –             | –             |                |
| Movimiento Ciudadano                                                                | Por México al Frente          | 2.473.056                            | 4,6           | –             | 2.484.185     | 4,6           | –             | –             |                |
| ↳ Gesamt                                                                            | Por México al Frente          | 15.466.013                           | 28,8          | –             | 15.544.649    | 28,8          | –             | –             |                |
|                                                                                     | Todos por México              | Partido Revolucionario Institucional | 9.271.950     | 17,3          | –             | 9.307.233     | 17,2          | –             | –              |
| Partido Verde Ecologista de México                                                  | Todos por México              | 2.685.677                            | 5,0           | –             | 2.694.654     | 5,0           | –             | –             |                |
| Partido Nueva Alianza                                                               | Todos por México              | 1.385.421                            | 2,6           | –             | 1.390.882     | 2,6           | –             | –             |                |
| ↳ Gesamt                                                                            | Todos por México              | 13.343.048                           | 24,8          | –             | 13.392.769    | 24,8          | –             | –             |                |
|                                                                                     | Unabhängige                   | Unabhängige                          | 538.964       | 1,0           | –             | 538.964       | 1,0           | –             |                |
|                                                                                     | Nicht registrierte Kandidaten | Nicht registrierte Kandidaten        | 32.611        | 0,1           | –             | 32.938        | 0,1           | –             |                |
| Gesamt                                                                              | Gesamt                        | Gesamt                               | 53.719.991    | 100           | 300           | 54.042.666    | 100           | 200           | 500            |
|                                                                                     |                               |                                      |               |               |               |               |               |               |                |
| Ungültige Stimmen                                                                   | Ungültige Stimmen             | Ungültige Stimmen                    | 2.226.781     | 4,0           |               | 2.241.811     | 4,0           |               |                |
| Wähler                                                                              | Wähler                        | Wähler                               | 55.946.772    | –             |               | 56.284.477    | –             |               |                |
|                                                                                     |                               |                                      |               |               |               |               |               |               |                |
| Quellen: Instituto Nacional Electoral, Offiziell Ergebnis – Detaillierte Ergebnisse |                               |                                      |               |               |               |               |               |               |                |

#### Senat
| Wahlbündnisse                                                                       | Wahlbündnisse                 | Listen                               | Direktstimmen | Direktstimmen | Direktstimmen | Listenstimmen | Listenstimmen | Listenstimmen | Mandate Gesamt |
| Wahlbündnisse                                                                       | Wahlbündnisse                 | Listen                               | Stimmen       | %             | Mandate       | Stimmen       | %             | Mandate       | Mandate Gesamt |
| ----------------------------------------------------------------------------------- | ----------------------------- | ------------------------------------ | ------------- | ------------- | ------------- | ------------- | ------------- | ------------- | -------------- |
|                                                                                     | Juntos Haremos Historia       | Movimiento Regeneración Nacional     | 21.013.123    | 39,0          | –             | 21.256.238    | 39,1          | –             | –              |
| Partido del Trabajo                                                                 | Juntos Haremos Historia       | 2.149.566                            | 4,0           | –             | 2.164.088     | 4,0           | –             | –             |                |
| Partido Encuentro Social                                                            | Juntos Haremos Historia       | 1.311.337                            | 2,4           | –             | 1.320.283     | 2,4           | –             | –             |                |
| ↳ Gesamt                                                                            | Juntos Haremos Historia       | 24.474.026                           | 45,5          | –             | 24.740.609    | 45,5          | –             | –             |                |
|                                                                                     | Por México al Frente          | Partido Acción Nacional              | 9.852.753     | 18,3          | –             | 9.969.069     | 18,3          | –             | –              |
| Partido de la Revolución Democrática                                                | Por México al Frente          | 2.973.479                            | 5,5           | –             | 2.982.826     | 5,5           | –             | –             |                |
| Movimiento Ciudadano                                                                | Por México al Frente          | 2.621.317                            | 4,9           | –             | 2.654.085     | 4,9           | –             | –             |                |
| ↳ Gesamt                                                                            | Por México al Frente          | 15.447.549                           | 28,7          | –             | 15.605.980    | 28,7          | –             | –             |                |
|                                                                                     | Todos por México              | Partido Revolucionario Institucional | 8.961.369     | 16,6          | –             | 9.011.312     | 16,6          | –             | –              |
| Partido Verde Ecologista de México                                                  | Todos por México              | 2.514.578                            | 4,7           | –             | 2.527.710     | 4,7           | –             | –             |                |
| Partido Nueva Alianza                                                               | Todos por México              | 1.299.733                            | 2,4           | –             | 1.306.792     | 2,4           | –             | –             |                |
| ↳ Gesamt                                                                            | Todos por México              | 12.775.680                           | 23,7          | –             | 12.845.814    | 23,6          | –             | –             |                |
|                                                                                     | Unabhängige                   | Unabhängige                          | 1.105.624     | 2,1           | –             | 1.105.624     | 2,0           | –             |                |
|                                                                                     | Nicht registrierte Kandidaten | Nicht registrierte Kandidaten        | 30.526        | 0,1           | –             | 31.812        | 0,1           | –             |                |
| Gesamt                                                                              | Gesamt                        | Gesamt                               | 53.833.405    | 100           | 96            | 54.329.839    | 100           | 32            | 128            |
|                                                                                     |                               |                                      |               |               |               |               |               |               |                |
| Ungültige Stimmen                                                                   | Ungültige Stimmen             | Ungültige Stimmen                    | 2.316.781     | 4,1           |               | 2.343.942     | 4,1           |               |                |
| Wähler                                                                              | Wähler                        | Wähler                               | 56.150.186    | –             |               | 56.673.781    | –             |               |                |
|                                                                                     |                               |                                      |               |               |               |               |               |               |                |
| Quellen: Instituto Nacional Electoral, Offiziell Ergebnis – Detaillierte Ergebnisse |                               |                                      |               |               |               |               |               |               |                |